# La creatura di Gyeongseong
La creatura di Gyeongseong (경성크리처?, GyeongseongkeuricheoLR; lett. "Gyeongseong Creature") è una serie televisiva sudcoreana distribuita su Netflix. La prima stagione è uscita il 22 dicembre 2023 e il 5 gennaio 2024, mentre la seconda stagione è uscita nel 2024.

## Trama
Primavera 1945, Gyeongseong sotto l'occupazione giapponese della Corea. Jang Tae-sang, proprietario del banco dei pegni più redditizio della città, e Yoon Chae-ok, una ragazza alla ricerca della madre scomparsa, affrontano una strana creatura nata dagli esperimenti biologici condotti in segreto all'Ospedale Ongseong.

## Personaggi e interpreti
- Jang Tae-sang/Ho-jae, interpretato da Park Seo-joon
- Yoon Chae-ok, interpretata da Han So-hee
- Kwon Jun-taek, interpretato da Wi Ha-joon
- Yukiko Maeda, interpretata da Claudia Kim